# Хэндл, Айрин
Айрин Хэндл (англ. Irene Handl, 27 декабря 1901, Мэйда-Вэйл, Лондон, Великобритания — 29 ноября 1987, Кенсингтон, Лондон, Великобритания) — британская актриса.

## Биография
Родилась в Лондоне младшей из двух дочерей австрийского банкира и биржевого маклера Фредерика Хэндла и его жены-немки, Марии, урожденной Шипп. Её детство и юность прошло в комфорте и достатке в большой семейном доме с поваром и экономкой. 
Первые тридцать лет своей жизни она вела размеренную жизнь английского среднего класса, прежде чем увлеклась актёрским мастерством. Она изучила драму в театральной школе, которой руководила сестра Сибил Торндайк, а её актёрский дебют на театральной сцене состоялся в 1937 году в Лондоне, когда е было почти 40 лет. В дальнейшем она стала появляться также и на большом экране, где её часто доставались роли эксцентричных мамочек и бабушек. Среди фильмов с её участием такие картины, как «Короткая встреча» (1945), «Морган: Подходящий случай для терапии» (1966), «Частная жизнь Шерлока Холмса» (1970) и «Откровения инструктора по автовождению» (1975).
Хэндл не выходила замуж, и до 60 лет жила и ухаживала за стареющим отцом. Актриса умерла в своей квартире в Кенсингтоне, Западный Лондон, 29 ноября 1987 года от рака молочной железы.